# Ернест (Пенсільванія)
Ернест (англ. Ernest) — місто (англ. borough) в США, в окрузі Індіана штату Пенсільванія. Населення — 417 осіб (2020).

## Географія
Ернест розташований за координатами 40°40′44″ пн. ш. 79°9′57″ зх. д. / 40.67889° пн. ш. 79.16583° зх. д. (40.678894, -79.165775).  За даними Бюро перепису населення США в 2010 році місто мало площу 0,61 км², з яких 0,59 км² — суходіл та 0,02 км² — водойми.

## Демографія
Згідно з переписом 2010 року, у селищі мешкали 462 особи в 187 домогосподарствах у складі 132 родин. Густота населення становила 756 осіб/км².  Було 212 помешкання (347/км²).
Расовий склад населення:
| - 97,6 % — білих - 1,7 % — чорних або афроамериканців |

До двох чи більше рас належало 0,4 %. Частка іспаномовних становила 2,2 % від усіх жителів.
За віковим діапазоном населення розподілялося таким чином: 25,3 % — особи молодші 18 років, 61,1 % — особи у віці 18—64 років, 13,6 % — особи у віці 65 років та старші. Медіана віку мешканця становила 32,8 року. На 100 осіб жіночої статі у селищі припадало 88,6 чоловіків;  на 100 жінок у віці від 18 років та старших — 88,5 чоловіків також старших 18 років.
Середній дохід на одне домашнє господарство  становив 67 684 долари США (медіана — 51 786), а середній дохід на одну сім'ю — 59 001 долар (медіана — 62 656). За межею бідності перебувало 6,8 % осіб, у тому числі 3,8 % дітей у віці до 18 років та 0,0 % осіб у віці 65 років та старших.
Цивільне працевлаштоване населення становило 220 осіб. Основні галузі зайнятості: освіта, охорона здоров'я та соціальна допомога — 17,7 %, роздрібна торгівля — 16,4 %, виробництво — 10,0 %, мистецтво, розваги та відпочинок — 9,5 %.